# Modrásek nejmenší
Modrásek nejmenší (Cupido minimus) je druh denního motýla z čeledi modráskovitých (Lycaenidae). Jedná se o nejmenší druh modráska, který se vyskytuje na území České republiky. Rozpětí křídel motýla je 18 až 26 mm. Samičky i samci mají křídla hnědě zbarvená, u samců jsou poblíž báze více či méně modře poprášená.

## Výskyt

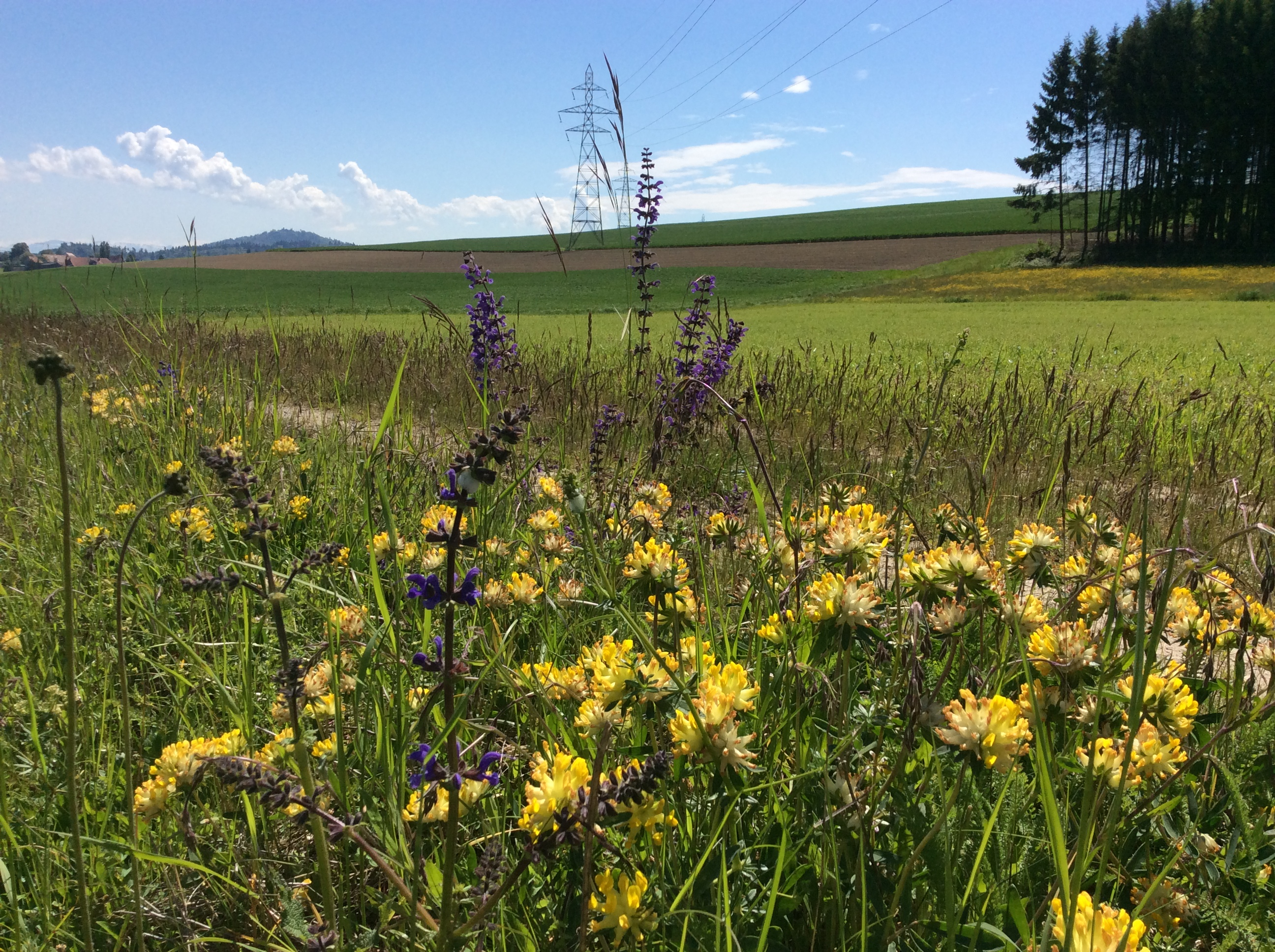
Okraj cesty s výskytem živné rostliny modráska nejmenšího

Motýl je rozšířený od Španělska přes celou Evropu a mírnou Asii až na Dálný východ. V České republice se vyskytuje roztroušeně, převážně v teplých oblastech. Zahlédnout ho lze na slunných svazích, železničních náspech, v suchých úvozech, na vojenských cvičištích, nebo ve starých lomech.

## Chování a vývoj
Hlavní živnou rostlinou modráska nejmenšího je úročník bolhoj (Anthyllis vulneraria). V Alpách také některé druhy kozinců a na jihu Evropy žanovec měchýřník. Samice klade vajíčka na květy živných rostlin. Bělavé housenky se živí semeníky a nezralými plody. Motýl je dvougenerační (bivoltinní). Vyskytuje se od dubna do června a od července do srpna. Ve vyšších polohách a chladnějších oblastech je motýl jednogenerační (monovoltinní). Vyskytuje se zde od května do července. Přezimuje téměř vzrostlá housenka.

## Ochrana a ohrožení
V České republice není tento druh bezprostředně ohrožen. Na řadě míst však vymírá, především v jižních a východních Čechách. Ubývá i na Vysočině a severní Moravě. Motýla, který je vázán na výskyt živné rostliny, ohrožuje především zarůstání vhodných lokalit.